# Okean Elzy
Okean Elzy (ukr. Океан Ельзи) je jedna z nejpopulárnějších ukrajinských pop-rockových skupin.[zdroj?] Založena byla v roce 1994 ve Lvově.

## Složení
Současné složení kapely
- Svjatoslav Vakarčuk – vokál (od r. 1994)
- Denis Hlinin – bicí souprava (od r. 1994)
- Denys Dudko – basová kytara (od r. 2004)
- Miloš Jelić – klávesy (od r. 2004)
- Vlad Opsenica - elektrická kytara (od r. 2013)

Někdejší členové kapely
- Pavlo Hudimov – elektrická kytara (1994 – 2004)
- Jurij Chustočka – basová kytara (1994 – 2004)
- Dmytro Šurov – klávesy (2000 – 2004)
- Petro Čerňavskyj – elektrická kytara (2004-2013)

## Diskografie
- 1996 - "Будинок зі скла" (Dům ze skla), singl
- 1998 - "Там де нас нема Archivováno 8. 6. 2016 na Wayback Machine." (Tam, kde nejsme)
- 2000 - "ЯНАНЕБІБУВ Archivováno 15. 8. 2016 na Wayback Machine." (Byl jsem v nebi)
- 2001 - "Модель Archivováno 12. 8. 2016 na Wayback Machine." (Model)
- 2002 - "Холодно" (Je zima), singl
- 2003 - "Суперсиметрія Archivováno 15. 8. 2016 na Wayback Machine." (Supersymetrie)
- 2003 - "Твiй формат" (Tvůj formát)
- 2004 - "Дякую" (Děkuji), singl
- 2005 - "GLORIA Archivováno 15. 8. 2016 na Wayback Machine." (Gloria)
- 2006 - "Веселі, брате, часи настали" (Veselé, bratře, nastalo období), singl
- 2006 - "12 21"
- 2007 - "Mipa Archivováno 15. 8. 2016 na Wayback Machine." (Míra)
- 2007 - "Вибране..." (Výběr...)
- 2009 - "Я так хочу..." (Já tak chci...), singl
- 2010 - "Dolce Vita Archivováno 15. 8. 2016 na Wayback Machine."
- 2010 - "The best of"
- 2013 - "Земля Archivováno 1. 6. 2016 na Wayback Machine." (Země)
- 2016 - "Без меж Archivováno 23. 6. 2016 na Wayback Machine." (Bez limitu)